# المرض المزمن في الطفولة
يشير "المرض المزمن في مرحلة الطفولة" إلى الظروف في مرضى الأطفال الذين عادة ما تكون ممتدة في المدة لا تحل من تلقاء نفسها، وترتبط بضعف أو إعاقة المدة المطلوبة للمرض الذي يجب تعريفه بأنه مزمن أكبر من 12 شهرا، ولكن هذا يمكن أن يختلف، وبعض المنظمات تحددها عن طريق قيود الوظيفة بدلا من طول الوقت بغض النظر عن المدة الدقيقة للمدة، فإن هذه الأنواع من الظروف مختلفة عن الحادة، أو قصيرة الأجل.
الأمراض التي تحل أو يمكن علاجها. هناك العديد من التعاريف لأي تهم حالة مزمنة، ومع ذلك، فإن الأطفال الذين يعانون من أمراض مزمنة سيؤديون عادة إلى واحد على الأقل مما يلي: الحد من الوظائف بالنسبة لعمرهم، تشوه، الاعتماد على التقنيات الطبية أو الأدوية، زيادة الاهتمام الطبي، والحاجة إلى الترتيبات التعليمية المعدلة.هناك العديد من الأمراض المختلفة التي تؤثر على الأطفال الذين لديهم دورة طويلة ويمكن أن تؤدي إلى إعاقة أو انخفاض قيمة الربو، فقر الدم من الجلد، وأمراض القلب الخلقية، والسمنة، والظروف العصبية، والصرع.بسبب التحسينات في الصحة العامة والبنية التحتية للصحة، انخفضت وفيات الرضع والطفل وخاصة من الأسباب المعدية في معظم مناطق العالم. لذلك، يعيش الأطفال لفترة أطول مع أمراض مزمنة.
من الصعب معرفة العدد الدقيق للأطفال المصابين بمرض مزمن في جميع أنحاء العالم. بالنظر إلى عدم وجود اتفاق على تعريف المرض المزمن وعدم ضمان جودة البيانات من كل بلد، هناك مجموعة واسعة من تقديرات الانتشار والوقوع. في الولايات المتحدة، لاحظت إحدى الدراسات أن انتشار الأمراض المزمنة بين الشباب قد تضاعف من 12.8٪ في 1994 إلى 26.6٪ في 2006. [5] أحد الاتجاهات الهامة التي يجب مراعاتها هو أن العدد الإجمالي للأطفال المصابين بأمراض مزمنة آخذ في الازدياد. من المحتمل أن يكون هذا الارتفاع بسبب انخفاض معدل وفيات الرضع والأطفال من الأمراض المميتة سابقًا بسبب الابتكارات في الأدوية والعلاجات الأخرى بالإضافة إلى زيادة القدرة على التشخيص وبالتالي اكتشاف الحالات المزمنة. [ بحاجة لمصدر
doi:10.1146/annurev.psych.58.110405.085615. ISSN 0066-4308. PMID 16930096.